# Tiffany Jackson-Jones
Tiffany Jackson-Jones (gebürtig: Tiffany Jackson; * 26. April 1985 in Longview, Texas; † 3. Oktober 2022 in Dallas, Texas) war eine US-amerikanische Basketballspielerin. Zuletzt spielte sie im Jahr 2015 für die Tulsa Shock in der Women’s National Basketball Association und für das israelische Team Maccabi Bnot.

## Karriere

### College
Tiffany Jackson spielte von 2003 bis 2007 für die „UT Longhorns“, das Damen-Basketballteam der University of Texas. In ihrer ersten Saison am College wurde sie von ESPN.com zum „National Freshman of the Year“ ernannt. Außerdem wurde sie 2007 zum „All-American“ gewählt.

### Women’s National Basketball Association
Jackson wurde im WNBA Draft 2007 von den New York Liberty an der fünften Stelle ausgewählt. In der Saison 2007 stand sie in allen Spielen der Liberty auf dem Feld, jedoch nie in der Startformation. Sie bekam durchschnittlich 13,9 Minuten Spielzeit, in der sie durchschnittlich 5,1 Punkte und 3,1 Rebounds erzielte. In der Saison 2008 erhielt sie mehr Einsatzzeit im Team der Liberty und konnte die meisten statistischen Werte steigern. In dieser Saison erreichte sie erstmals mit dem Team die Conference Finals. In der Spielzeit 2009 stand sie erstmals in der Startformation des Teams. Während der Saison 2010 wechselte sie im Rahmen eines Trades zum Team der Tulsa Shock. Dort erhielt sie deutlich mehr Einsatzminuten und stand auch regelmäßig in der Startformation des Teams. Wegen ihrer Schwangerschaft bestritt sie in der Saison 2012 kein WNBA-Spiel. Nach ihrer Schwangerschaft reduzierten sich sowohl ihre Einsätze in der Startformation als auch die Einsatzminuten. In ihrer letzten Saisons in Tulsa im Jahr 2015 erreicht sie zumindest erstmals mit dem Team der Shock die Playoffs. In der Spielzeit 2016 bestritt Jackson-Jones keine Spiele in der WNBA.
Bis zu diesem Zeitpunkt bestritt sie in 8 WNBA-Saisons in der regulären Saison 199 Spiele, dabei stand sie 68 Mal in der Startformation und erzielte 1360 Punkte, 971 Rebounds und 197 Assists. In 5 Playoffpartien erzielte sie 24 Punkte, 17 Rebounds und 4 Assists.

### Europa
In der Saisonpause der WNBA spielte Jackson-Jones wie viele WNBA-Spielerinnen regelmäßig in Europa. Seit dem Jahr 2007 stand sie dabei in Frankreich und Israel auf dem Platz. Zuletzt spielte sie in der Saison 2016/17 für den israelischen Verein Maccabi Bnot.

## Privates
Sie heiratete Ende 2011 und nahm ihren aktuellen Nachnamen Jackson-Jones an. Wegen ihrer Schwangerschaft bestritt sie in der Saison 2012 kein WNBA-Spiel.
Tiffany Jackson-Jones starb Anfang Oktober 2022 im Alter von 37 Jahren an den Folgen ihrer jahrelangen Brustkrebserkrankung.